# 德米特里·特鲁别茨科夫
德米特里·伊万诺维奇·特鲁别茨科夫（俄语：Дмитрий Иванович Трубецков，1938年6月14日—2020年8月12日），俄罗斯物理学家，俄罗斯科学院通讯院士，萨拉托夫国立大学原校长。

## 生平
1938年生于萨拉托夫。1955年毕业于萨拉托夫第19中学，进入萨拉托夫大学物理系，1960年毕业后留在研究生院深造，1965年获副博士学位。1978年获全博士学位。1961年后一直在萨拉托夫国立大学电子学系任教，1980年晋升教授。1991年当选为俄罗斯科学院通讯院士。1994年至2003年，担任萨拉托夫国立大学校长。2020年8月12日逝世。